# Salmo balcanicus
Salmo balcanicus är en fiskart som först beskrevs av Stanko Karaman 1927.  Salmo balcanicus ingår i släktet Salmo och familjen laxfiskar. IUCN kategoriserar arten globalt som otillräckligt studerad. Inga underarter finns listade i Catalogue of Life.